# El Carmen, Uxpanapa
El Carmen är en ort i Mexiko.   Den ligger i kommunen Uxpanapa och delstaten Veracruz, i den sydöstra delen av landet, 600 km öster om huvudstaden Mexico City. El Carmen ligger 78 meter över havet och antalet invånare är 175.
Terrängen runt El Carmen är kuperad söderut, men norrut är den platt.  Trakten runt El Carmen är nära nog obefolkad, med mindre än två invånare per kvadratkilometer. Närmaste större samhälle är Poblado 10, 10,7 km väster om El Carmen. I omgivningarna runt El Carmen växer i huvudsak städsegrön lövskog.